# Tonho (futebolista)
Antônio dos Santos Nascimento, conhecido como Tonho, (Paraopeba, 19 de maio de 1938 — Rio Claro, 13 de julho de 2018) foi um treinador e futebolista brasileiro que atuava como goleiro.
Tonho começou a carreira no Renascença, clube que revelou outros grandes jogadores como Procópio e Piazza. Após boas atuações no Renascença, principalmente na Copa Belo Horizonte de 1961, vencida pelo clube,[carece de fontes?] Tonho chamou atenção do Cruzeiro, para onde foi contratado em 1963. Na raposa, Tonho conquistou vários títulos e foi titular até a chegada de Raul Plassmann, um dos maiores goleiros da história do clube. Já reserva no gol, ele se transeferiu para o Washington Whips, dos Estados Unidos. Ao voltar para o Brasil, jogou em clubes menores antes de encerrar a carreira, seguindo no futebol, como treinador. Tonho faleceu em 2018, aos 80 anos.

## Títulos
Renascença
- Copa Belo Horizonte: 1961

Cruzeiro
- Campeonato Mineiro: 1965, 1966 e 1967

- Campeonato Brasileiro: 1966